# Сер Ральф Гор

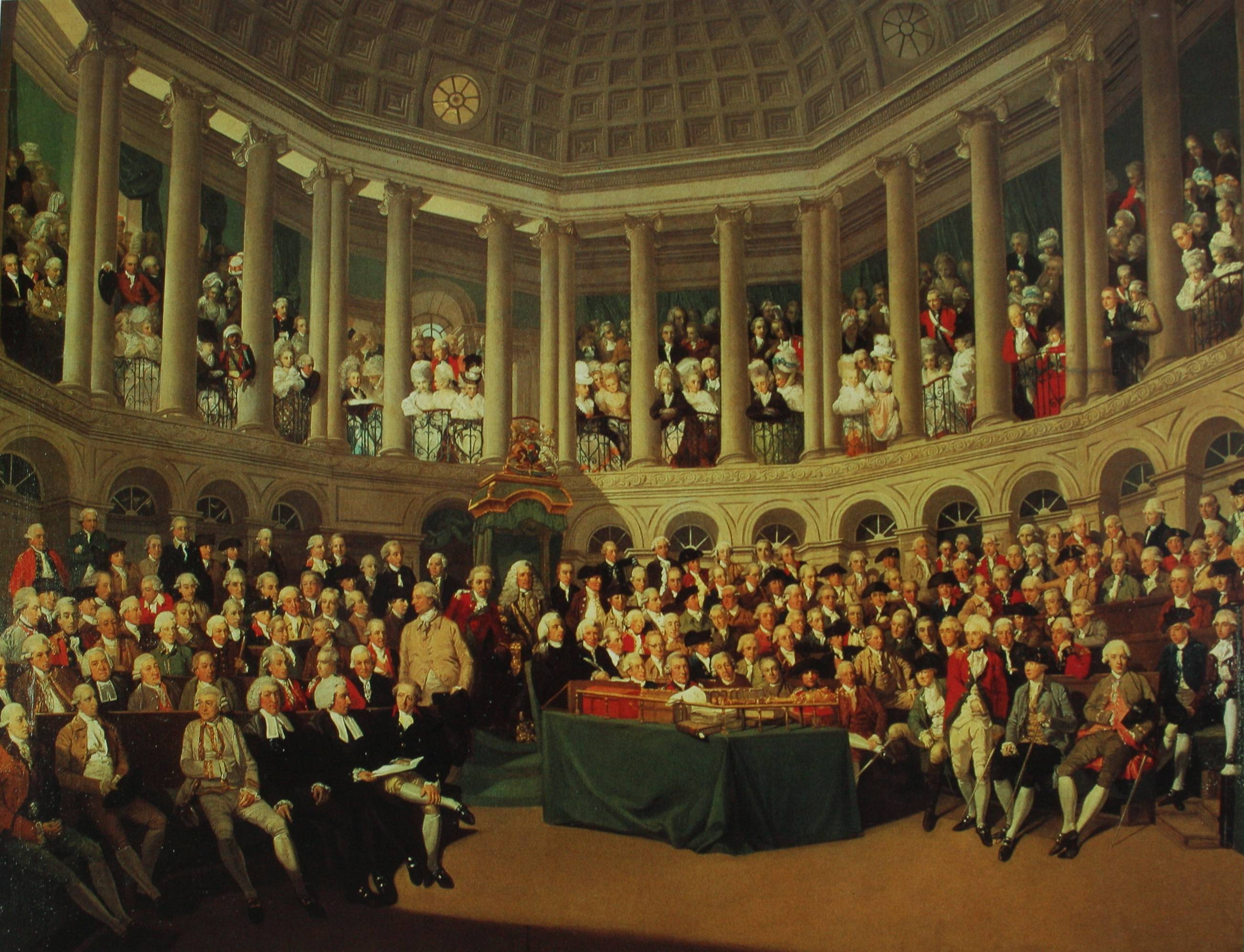
Засідання Палати громад парламенту Ірландії. Картина худ. Френсіса Вітлі. 1780 рік.

Герб баронетів Гор.

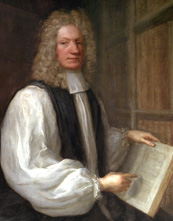
Сент-Джордж Еш – відомий ірландський математик, єпископ Клогер.

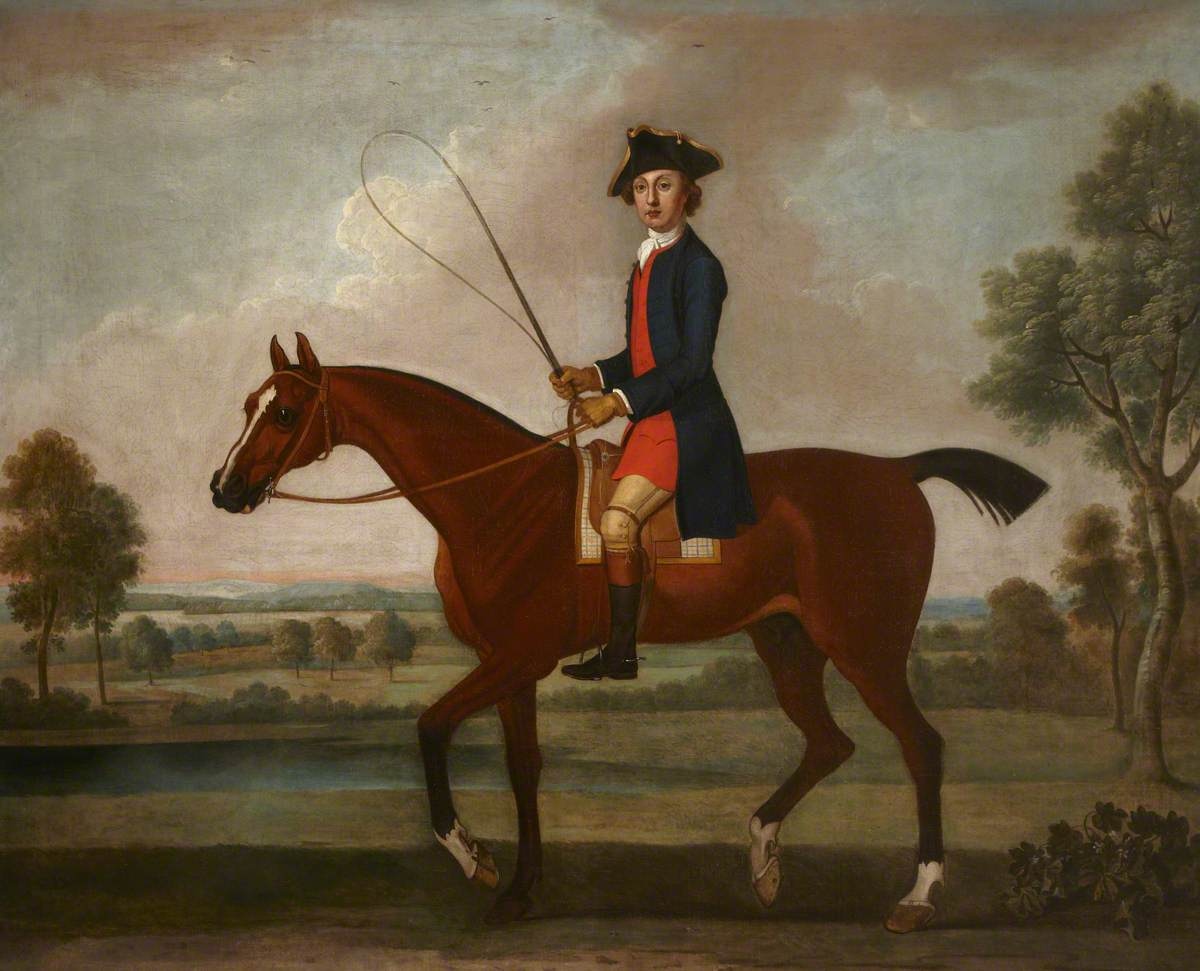
Ральф Гор – І граф Росс (1725 – 1802).

Сер Ральф Гор (бл. 1675 – 23 лютого 1733) – IV баронет Гор, відомий ірландський політик, депутат Палати громад парламенту Ірландії, спікер палати громад парламенту Ірландії. Зараз його пам’ятають головним чином за будівництво замку Белл-Айл-Кастл. Титул баронет Гор з Магерабегг, що в графстві Донеґал був створено в баронетстві Ірландії 2 лютого 1622 року для Пола Гора (також його називали І баронет Манор Гор). 

## Походження
Предок Ральфа Гора – сер Пол Гор (1567 — вересень 1629) був відомим англо-ірландським політиком та військовим діячем. Він народився в Лондоні, він був старшим сином Джерарда Гора та його дружини Гелен Давенант - доньки Ральфа Давенанта. Пол Гор прибув до Ірландії як командир кінного загону, і в 1602 році його відправили супроводжувати ірландського ватажка Рорі О’Доннелла на зустріч з королевою Англії Єлизаветою I. З 1613 по 1615 рік він був депутатом Палати громад парламенту Ірландії від Баллішаннона. 2 лютого 1622 року він отримав титул баронета Гор з Магерабегга, що в графстві Донегол. Він одружився з Ізабеллою Вікліфф, донькою Френсіса Вікліфа та племінницею І графа Страффорд. У них було тринадцять дітей, сім дочок і шість синів. Пол Гор був похований у церкві абатства Донеґол. Його старший син Ральф Гор успадкував титул баронета і був предком графа Росс. Його син Артур сам отримав титул баронета і був родоначальником ірландської династії графів Арран, баронів Гарлех, а також ірландських баронів Еннелі. Його четвертий син Френсіс був родоначальником баронетів Гор-Бут серед яких були борці за свободу Ірландії. 
Титул баронета успадкував його син Ральф Гор (пом. 1661 року), що став ІІ баронетом Гор. Він був відомим ірландським політиком та військовим діячем. З 1639 по 1648 рік він був депутатом Палати громад парламенту Ірландії від округи Донегол. Під час Ірландського повстання за незалежність 1641 року король Англії Карл I призначив його полковником і виділив 500 солдат, щоб покласти край "заворушенням" і "припинити це неподобство". 23 квітня 1639 року він одружився з Енн Колфейлд - другою донькою ІІ барона Колфейлда Шарлемонтського. Титул успадкував  його єдиний син Вільям. 
Сер Вільям Гор (помер у 1700 р.) – ІІІ баронет Гор був відомим ірландським політиком та державним діячем. Він був старшим сином сера Ральфа Гора та його дружини Енн Колфейлд, другої дочки Вільяма Колфейлда, ІІ барона Колфейлд. У 1661 році він успадкував від батька титул баронета. У 1684 році Вільям Гор отримав посаду судді графства Лейтрім, і він обіймав цю посаду до своєї смерті в 1700 році. Він був приведений до присяги в Таємній раді Ірландії. Він одружився з Ганною Гамільтон, дочкою Джеймса Гамільтона та племінницею Густава Гамільтона, І віконта Бойна, і мав від неї трьох синів і п’ятьох дочок. Вільям Гор помер у 1700 році, і його спадкоємцем у баронетстві став його старший син Ральф.

## Життєпис Ральфа Гора
Ральф Ральф був старшим сином сера Вільяма Гора – ІІІ баронета Гор та його дружини Ганни Гамільтон – дочки та співспадкоємиці Джеймса Гамільтона з Маноргамільтона та племінниці Густава Гамільтона – І віконта Бойн. Маєток Маноргамільтон Ральф Гор успадкував від матері. Він був отримав посаду Верховного шерифа графства Лейтрім у 1710 році. Після смерті батька він успадкував титул баронета і став IV баронетом Гор. Він отримав посаду  канцлера казначейства Ірландії. У 1729 році він був обраний спікером Палати громад парламенту Ірландії. Як депутат парламенту він представляв округу Донегол в Палаті громад Ірландії з 1703 по 1713 рік, а потім округу Донегол з 1713 по 1727 рік. Згодом він був обраний депутатом від Клогера і представляв цю виборчу округу до своєї смерті в 1733 році.

## Родина
Ральф Гор перший раз одружився з Елізабет Колвілл - донькою сера Роберта Колвілла з Ньютаун-Хауса, Ньютаунардс. Елізабет Колвілл була дитиною третьої дружини Колвілла Роуз Леслі. Ральф Гор одружився вдруге на Елізабет Еш – донькою Сент-Джорджа Еша, єпископа Клогерського, і його дружини (і далекої двоюрідної сестри) Джейн Сент-Джордж – дочки сера Джорджа Сент-Джорджа з Данмора, графство Голвей, та Елізабет Ганне. Від першої дружини Ральф Гор мав двох дочок, у тому числі Роуз, яка вийшла заміж за Ентоні Мелоуна – міністра фінансів Ірландії, але не мала дітей. Від другої дружини він мав семеро дітей, у тому числі:
- Сент-Джорджа Гор-Сент-Джорджа, що успадкував титул баронета, але помер молодим без потомства.
- Ральф Гор - І граф Росс.
- Річард Гор – батько сера Ральфа Гора, VII баронета Гор.
- Елізабет Гор – вийшла заміж за Джеймса Дейлі та мала дітей, в тому числі: суддю Високого суду Сент-Джорджа Дейлі та політика Деніса Дейлі.

Дід Ральфа Гора придбав острів Бель в озері Лох-Ерн. Саме Ральф Гор побудував на острові замок Бель-Айл-Кастл, який розширив і вдосконалив його син, молодший Ральф Гор. Нинішній володар титулу баронета Гор живе в Австралії.

## Родинний замок
Замок Белл-Айл-Кастл — один із замків Ірландії, розташований на острові Белл, земля Лісбеллоу, графство Фермана, Північна Ірландія. Замок є пам’яткою історії та архітектури і охороняється законом. Навколо замку лежить маєток площею 470 акрів землі. Замок був побудований на початку XVII століття. Замок відреставрований і нині є популярним об’єктом туризму, використовується як готель та для проведення різних урочистих подій. Крім того, у замку є кулінарна школа. Замок довгий час був заселений, в замку жили покоління шляхти, у замку жив Ральф Гор — І граф Росс. У ХХ столітті замок досить сильно занепав, але в 1991 році замок був капітально відреставрований та відремонтований, відкрив свої двері для відвідувачів та туристів. Замок має галереї, оглядові вежі, внутрішній двір, бенкетну залу. Біля замку є будинки і котеджі для проживання. Котеджі побудовані в різних стилях — гості можуть вибрати собі котедж до свого смаку. У замку є старовинні меблі ірландських та англійських майстрів, великий камін, художньо зроблені вікна і стелі, з вікон відкривається вид на парк, що був закладений в XVIII столітті. Замок Белл-Айл-Кастл був перебудований на комфортабельний особняк для житла приблизно у 1700 році. Здійснив це саме сер Ральф Гор — IV баронет Гор. Його дід — Пол Гор колись отримав у володіння острів Белл. Онук сера Ральфа Гора, що теж мав ім'я Ральф Гор народився в цьому замку в 1725 році. Протягом всього свого життя він розширював, добудовував і вдосконалював замок, добудовував котеджі, вежі, використовував розробки дизайнера Томаса Райта, заклав чудовий сад і парк, який оточує замок і досягає берегів озера Лох-Ерн. Після смерті Ральфа Гора в 1801 році, замок успадкувала єдина його дочка, що вижила — леді Мері Гардіндж — дружина сера Річарда Гардінджа — І баронета Гардиндж. Після смерті леді Гардиндж в 1824 році, і смерті її чоловіка два роки по тому, маєток успадкував її племінник — сер Чарльз Гардиндж — ІІ баронет Гардиндж з Тонбридж Кента. Замок його абсолютно не цікавив. У 1830 році він продав маєток і замок за £ 68 000 Джону Грею Портеру Кілскірі. Його нащадки володіли замком аж до 1991 року. Джон Грей Портер Кілскірі багато працював, щоб розширити і вдосконалити замок, добудовував споруди, кімнати, крила, котеджі. У 1991 році нащадок Портера — міс Лавінія Байрд продала маєток та замок Джеймсу Гамільтону — V герцогу Аберкорн, що придбав маєток для свого молодшого сина — лорда Ніколаса Гамільтона. Герцоги Аберкорн перетворили замок і маєток на туристичний об'єкт.